# Myrcia follii
Myrcia follii là một loài thực vật có hoa trong Họ Đào kim nương. Loài này được G.M.Barroso & Peixoto mô tả khoa học đầu tiên năm 1990.